# Conte di Winchilsea
Conte di Winchilsea (o Conte di Winchilsea e Nottingham) è un titolo ereditario della nobiltà inglese della parìa inglese.

## Storia

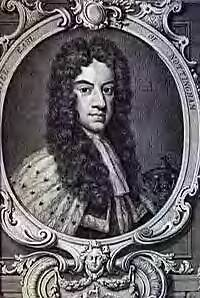
Daniel Finch, VII conte di Winchilsea e II conte di Nottingham

Moyle Finch sposò Elizabeth Heneage, unica figlia di Sir Thomas Heneage (1533–1595), Vice-Chamberlain of the Household di Elisabetta I d'Inghilterra. Dopo la morte di sir Moyle nel 1614, l'8 luglio 1623 Elizabeth venne elevata al titolo di Viscontessa Maidstone, e il 12 luglio 1628 ottenne il titolo di Contessa di Winchilsea. Uno dei figli di Moyle Finch, sir Heneage Finch, fu speaker alla Camera dei Comuni e fu padre di Heneage Finch, il quale ottenne il titolo di Conte di Nottingham nel 1681.
Sir Moyle Finch, nel contempo, era stato succeduto nella sua baronìa dal figlio maggiore Theophilus, il quale però morì nel 1619 senza eredi, venendo succeduto dal suo fratello minore, Sir Thomas Finch, che ottenne il titolo di terzo baronetto. Quest'ultimo, nel 1634, succedette anche alla madre nel ruolo di conte di Winchilsea. Suo figlio, il terzo conte, supportò la restaurazione della monarchia e nel 1660 venne ricompensato con la creazione del titolo di Barone FitzHerbert di Eastwell, nella contea di Kent, nella parìa d'Inghilterra. Egli venne succeduto dal nopote, il quarto conte. Questi era figlio di William Finch, visconte Maidstone (1652–1672), figlio primogenito del terzo conte.
La baronìa di FitzHerbert si estinse per mancanza di eredi nel 1729 e fu così che negli altri titoli della casata succedette Daniel Finch, II conte di Nottingham che divenne anche VII conte di Winchilsea. Da allora i due titoli sono rimasti alla famiglia unitamente sino ai nostri giorni.
La sede della famiglia è Kirby Hall, presso Corby, nel Northamptonshire.

## Baronetti Finch, di Eastwell (1611)
- Sir Moyle Finch, I baronetto (m. 1614)
- Sir Theophilus Finch, II baronetto (c. 1573–c. 1619)
- Sir Thomas Finch, III baronetto (1578–1639) (succedette come Conte di Winchilsea nel 1634)

## Conti di Winchilsea (1628) e di Nottingham (1681)
- Elizabeth Finch, I contessa di Winchilsea (1556–1634)
- Thomas Finch, II conte di Winchilsea (1578–1639)
- Heneage Finch, III conte di Winchilsea, I barone FitzHerbert di Eastwell (c. 1635–1689)
- Charles Finch, IV conte di Winchilsea, II barone FitzHerbert di Eastwell (1672–1712)
- Heneage Finch, V conte di Winchilsea, III barone FitzHerbert di Eastwell (1657–1726)
- John Finch, VI conte di Winchilsea, IV barone FitzHerbert of Eastwell (1683–1729)
- Daniel Finch, VII conte di Winchilsea, II conte di Nottingham (1647–1730)
- Daniel Finch, VIII conte di Winchilsea, III conte di Nottingham (c. 1709–1769)
- George Finch, IX conte di Winchilsea, IV conte di Nottingham (1752–1826)
- George William Finch-Hatton, X conte di Winchilsea, V conte di Nottingham (1791–1858)
- George James Finch-Hatton, XI conte di Winchilsea, VI conte di Nottingham (1815–1887)
- Murray Edward Gordon Finch-Hatton, XII conte di Winchilsea, VII conte di Nottingham (1851–1898)
- Henry Stormont Finch-Hatton, XIII conte di Winchilsea, VIII conte di Nottingham (1852–1927)
- Guy Montagu George Finch-Hatton, XIV conte di Winchilsea, IX conte di Nottingham (1885–1939)
- Christopher Guy Heneage Finch-Hatton, XV conte di Winchilsea, X conte di Nottingham (1911–1950)
- Christopher Denys Stormont Finch-Hatton, XVI conte di Winchilsea, XI conte di Nottingham (1936–1999)
- Daniel James Hatfield Finch-Hatton, XVII conte di Winchilsea, XII conte di Nottingham (n. 1967)

## Conti di Nottingham (1681)
- Heneage Finch, I conte di Nottingham (1621–1682)
- Daniel Finch, II conte di Nottingham (1647–1730) (succedette come Conte di Winchilsea nel 1729)